# Constant Goossens

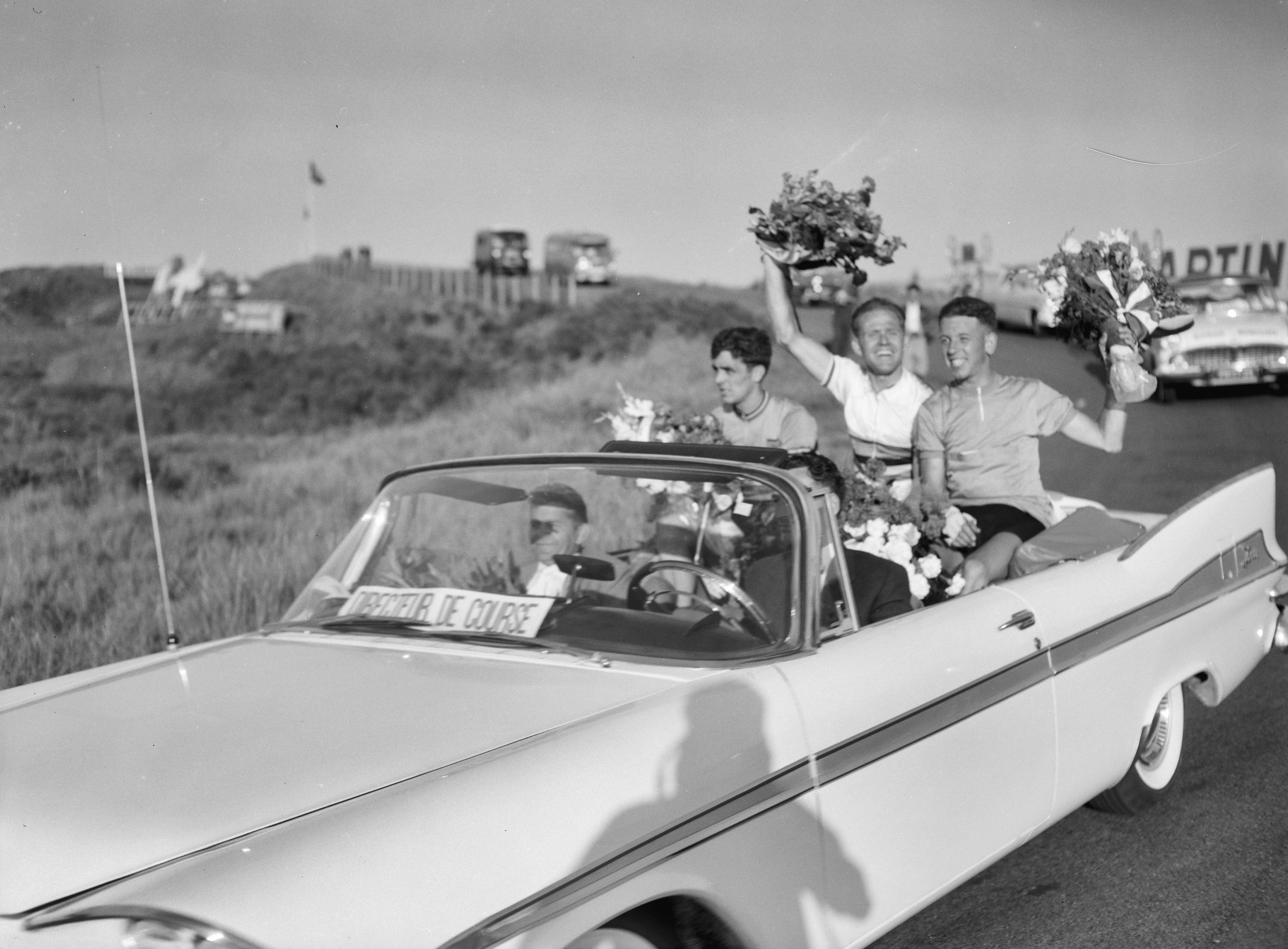
Von links Bas Maliepaard, Gustav-Adolf Schur, Constant Goossens (1959)

Constant „Stan“ Goossens (* 30. Januar 1937 in Turnhout) ist ein ehemaliger belgischer Radrennfahrer.

## Sportliche Laufbahn
Goossens startete 1958 für die belgische Nationalmannschaft in der Polen-Rundfahrt. Er wurde Zweiter des Etappenrennens hinter dem Sieger Bogusław Fornalczyk. Er konnte drei Etappen der Rundfahrt für sich entscheiden. 1959 wurde Goossens Zweiter der Österreich-Rundfahrt, wobei er drei Etappen gewann. Der Sieg in der Flandern-Rundfahrt für Amateure war ein herausragender Erfolg in Eintagesrennen. Im Rennen der Straßenradsport-Weltmeisterschaften 1959 wurde er Dritter hinter Gustav-Adolf Schur und Bas Maliepaard.
Goossens bestritt die Internationale Friedensfahrt 1959 und beendete die Rundfahrt als 19. des Endklassements. 1960 gewann er die Elfstedenronde für Unabhängige für das Radsportteam Peugeot. Er siegte in der Tunesien-Rundfahrt und gewann dabei sechs Etappen. Auch in der Belgien-Rundfahrt entschied er einen Tagesabschnitt für sich.
1961 wurde er Berufsfahrer und erhielt einen Vertrag im Team Solo-Van Steenbergen. 1962 siegte er im Omloop van Midden-Brabant. Dieser Sieg blieb sein einziger Erfolg als Profi.